# Гальмо Матросова
Гальмо Матросова — гальмо залізничного рухомого складу, в якому основним приладом є повітророзподільник конструкції І. К. Матросова. Новий тип повітророзподільника був запропонований в 1926 році, відрізнявся оригінальною будовою в порівнянні з повітророзподільником Казанцева, та цінними експлуатаційними властивостями.
З 1931 року гальмо Матросова встановлювалося в гальмівних системах вантажних вагонів і локомотивів. З 1952 року розпочато виготовлення повітророзподільника, призначеного для експлуатації на довгих і великовагових поїздах, який дозволив здійснювати безступінчатий легкий відпустк гальм в поєднанні із ступінчастим відпустком. Це дозволяє поліпшити керованість поїздів. З 1959 року вантажні вагони і локомотиви обладнуються вдосконаленим повітророзподільником системи Матросова. Таке гальмо при порівняно невеликій масі відрізняється високою чутливістю і простотою управління.